# Classe unique (téléfilm)
Pour plus de détails, voir Fiche technique et Distribution.
Classe unique est un téléfilm français réalisé par Gabriel Aghion en 2019 pour une diffusion sur France 3.

## Synopsis
Saint-Laurent est un petit village de campagne dont la classe unique est menacée de fermeture. Pour remédier à ce problème, Jacques, le maire, accepte d'accueillir une famille de migrants avec enfants pour que l'école soit sauvée, ce qui n'est pas du goût de tout le monde. Il sera aidé dans son entreprise par Lucie, une de ses anciennes connaissances, qui fait partie d'une association d'aide aux migrants et qui en héberge également chez elle.

## Fiche technique
- Réalisateur : Gabriel Aghion
- Scénariste : Pauline Rocafull et Christel Gonnard
- Producteur délégué : Thomas Anargyros
- Productrice déléguée : Sylvie Pialat
- Producteur exécutif : Frédéric Bruneel
- Directeur de Production : Olivier Garabedian
- Directeur de la photographie : Jean-Claude Larrieu
- Chef décorateur : Denis Mercier
- Directeur de production : Philippe Delest
- Chef costumière : Florence Sadaune
- Régisseur général : Anthony Crozet
- Sociétés de production : Storia Television & Les Films du Worso, coproduit par France Télévisions
- Pays d'origine : France
- Genre : Comédie dramatique
- Durée :
- Date de diffusion : 26 novembre 2019 sur France 3

## Distribution
- Clémentine Célarié : Lucie
- Sam Karmann : Jacques
- Samuel Jouy : Olivier
- Fanny Gilles : Nathalie
- Joffrey Platel : Rémy
- Amir El Kacem : Nassim
- Ash Goldeh : Hassan
- Soundos Mosbah : Yana
- Arthur Choisnet : Kévin

## Diffusion Chaine Française
| Jour                   | Heure | Chaine   | Audience |
| ---------------------- | ----- | -------- | -------- |
| Mardi 26 Novembre 2019 |       | France 3 |          |
| Jeudi 12 Aout 2021     | 21h05 | France 3 |          |

## Accueil critique
Dans Moustique, la journaliste Jeanne Persoon estime que la « problématique de l'accueil des réfugiés, d'actualité, n'est évidemment pas simple à traiter en fiction télévisuelle car il faut toujours y ajouter un peu d'humour et de romance. Si tout n'est pas parfait, les auteurs ont le mérite d'aborder ce sujet, même si c'est de manière légère et bienveillante. »